# Овейси, Голям Али
Голям Али Овейси (перс. غلامعلی اویسی‎; 16 апреля 1918, Фордо, остан Кум — 7 февраля 1984, Париж) — иранский генерал тюркского (Азербайджанского) происхождения, командующий шахской гвардией и жандармерией, военный комендант Тегерана в последние месяцы правления шаха Мохаммеда Реза Пехлеви. Непримиримый противник Исламской революции, руководил разгонами и расстрелами демонстраций. Был одним из лидеров иранской политэмиграции, возглавлял антихомейнистские политические организации и вооружённые формирования. Организовывал военное подполье и мятежи против исламской республики. Был заочно приговорён к смертной казни и убит во Франции сторонниками Хомейни.

## Военное образование
Родился в тюркской деревне близ Кума в семье зажиточного крестьянина (некоторые источники возводят родословную Овейси к правителю Каракоюнлу султану Кара Юсуфу). Окончил офицерское училище в Тегеране, по военной специальности — командир сухопутных войск. Проходил стажировку в американском военном колледже Форт Ливенворт.
Однокурсником Голяма Али Овейси был Мохаммед Реза Пехлеви, будущий шах Ирана. Между Пехлеви и Овейси установились дружественные отношения.

## Шахский генерал
В конце 1930-х Овейси командовал воинскими частями в остане Фарс, в начале 1940-х был военным губернатором Фарса. Затем до 1960 служил в военном гарнизоне Тегерана. 
С 1954 в звании полковника командовал элитной бригадой шахской гвардии. С 1960 Овейси — командующий гвардией в звании генерала (являлся самым молодым генералом иранской армии). 
В 1965—1972 генерал Овейси командовал иранской жандармерией. На этом посту в его ведении находились пограничная охрана, дорожная полиция, борьба с особо опасными видами преступности и наркоторговлей. 

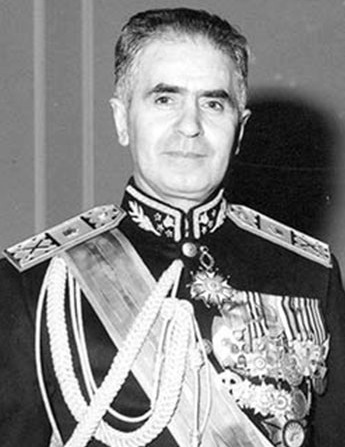
Генерал Овейси, 1960-е гг.

С 1972 Голям Реза Овейси — главнокомандующий сухопутными войсками Ирана. 
Служебную карьеру Овейси некоторые комментаторы — например, один из руководителей САВАК генерал Хоссейн Фардуст — объясняли его давним знакомством с шахом. Фардуст, в принципе негативно настроенный к Овейси, низко оценивал его военный профессионализм. Он также утверждал, будто сам Овейси, его жена Шарафат Баниадам и сын Мохаммед были причастны к наркобизнесу. Но при этом следует учитывать, что эти оценки Фардуст опубликовал уже в 1980-х, когда перешёл на службу исламской республике.
Политически Голям Али Овейси был убеждённым сторонником правящей династии и политики шаха Пехлеви. Полностью поддерживал шахский курс Белой революции. Стоял на жёстко антикоммунистических и антиисламистских позициях. В 1963 гвардейцы-парашютисты по приказу Овейси принимали участие в кровавом подавлении демонстрации сторонников аятоллы Хомейни.. Мусульманин-шиит по вероисповеданию, Овейси был антиклерикалом и категорически отвергал вмешательство исламского духовенства в государственную политику. Овейси участвовал также в преследованиях компартии Туде, в чистке иранской армии от офицеров, симпатизировавших коммунистам.
За годы службы Голям Али Овейси был награждён рядом орденов и медалей Шаханшахского Государства Иран. 
Младший брат генерала Овейси полковник Ахмад Овейси служил адъютантом наследника шахского престола Реза Кира Пехлеви.

## Тегеранский комендант и министр
В 1978 началась Исламская революция в Иране. Генерал Овейси с самого начала сделал ставку на жёсткое военное подавление. Шах назначил его военным комендантом Тегерана. Войска, подчинённые Овейси, силой оружия разгоняли революционно-исламистские демонстрации. Особенно кровавыми оказались столкновения «Чёрной пятницы» 8 сентября 1978: по официальным данным, погибли около сотни человек, по информации оппозиционных источников — несколько тысяч. После этих событий Овейси получил прозвище «Тегеранский мясник». Со своей стороны, он поклялся, что солдаты применили оружие в ответ на стрельбу исламистов.
Предполагается, что шах осенью 1978 года планировал назначить генерала Овейси главой военного правительства с чрезвычайными полномочиями, чего настоятельно требовали военные. Однако против выступила шахбану Фарах. В итоге шах согласился, что назначение Овейси приведёт к обильному кровопролитию (к тому времени генерал советовал монарху иметь при себе вместо Корана список врагов, подлежащих ликвидации).
Премьер-министром был назначен другой генерал — Голям Реза Азхари. В его военном правительстве генерал Овейси стал министром по трудовым и социальным вопросам, но занимал этот пост лишь месяц — с 6 ноября по 5 декабря 1978 год.

## Отъезд из Ирана
6 января 1979 в газете «Эттелаат» появилось и сообщение о том, что военный комендант Тегерана и главнокомандующий сухопутными войсками генерал Овейси выехал за границу «для лечения». По всей видимости, отъезд Овейси был связан с назначением Шапура Бахтияра на пост премьер-министра. Новый глава правительства, ориентированный на реформы, не мог оставить во главе военной администрации столицы и сухопутных войск генерала Овейси, выступающего за силовое подавление протестов.
Экс-министр Овейси покинул Иран вместе с экс-премьером Азхари. . На посту тегеранского коменданта его ранее сменил генерал Мехди Рахими, на командовании сухопутными силами — генерал Абдол Али Бадреи. Но и эти генералы отличались ортодоксально-прошахскими взглядами, а к Бахтияру относились не иначе, как к «гражданскому болтуну» и «временной фигуре».
Овейси старался убедить американскую администрацию Джимми Картера поддерживать не правительство Шахпура Бахтияра, а военное командование. Бахтияра он считал склонным уступать коммунистам, в которых даже в начале 1979 ещё видел основную опасность.

## Военный противник Исламской республики
Исламская революция одержала победу 11 февраля 1979. К власти в Иране пришёл аятолла Хомейни и его сторонники — исламские фундаменталисты. Голям Али Овейси был заочно приговорён к смертной казни Исламским революционным судом под председательством Садека Хальхали.
Обосновавшись во Франции, генерал Овейси стал одним из лидеров антихомейнистских сил. Взаимодействуя с сестрой свергнутого шаха принцессой Ашраф Пехлеви и основателем монархической организации Азадеган генералом Бахрамом Арьяной, он взялся организовать и консолидировать иранскую политэмиграцию. Овейси создал Иранское движение сопротивления с боевым крылом — Армией освобождения Ирана. После объединения нескольких эмигрантских и подпольных групп Овейси примкнул к Фронту освобождения Ирана во главе с Али Амини. Все эти организации стояли на воинствующе антиисламистских и при этом антикоммунистических позициях.
В изгнании к Овейси примкнули несколько бывших военачальников шахской армии — в том числе генералы Джавад Муинзаде и Азизолла Пализбан. Генерал Пализбан — бывший начальник Объединенной разведывательной и контрразведывательной организации и J-2, штаба Верховного главнокомандующего армии Шаханшахского государства — был курдом и имел широкие контактами в остане Курдистан. Существенную финансовую поддержку Овейси получал от шахской семьи.
Голям Али Овейси строил конкретные планы вооружённого свержения исламской республики. Ему удалось организовать вооружённые отряды общей численностью свыше 10 тысяч человек — из шахских военных, гражданских монархистов, курдских сепаратистов. Эти формирования базировались близ иранских границ на территории Турции и Ирака. Из Ирака вещала управляемая Овейси антиклерикальная радиостанция Свободный голос Ирана. Сам Овейси утверждал, что для своего дела ему удалось привлечь 7 тысяч отставных офицеров и 90 тысяч добровольцев. По утверждению писателя Сайруса Кадивара, генерал Овейси участвовал в организации «профессиональной армии иранских контрреволюционеров» на ирано-турецкой границе — для "возможного развертывания в «освободительное движение».
В иранских военных кругах Овейси сохранял связи и определённый авторитет. С ним шли на сотрудничество представители «модернистского» духовенства из круга аятоллы Шариатмадари. В Иране действовали организации военного подполья, организационно связанные со структурами Овейси. Он имел прямое отношение к Перевороту Ноже — военному мятежу с целью свержения Хомейни в июле 1980. Лидер мятежа Мохаммад Бакир Бани-Амири был давним соратником Овейси, в своё время служил в жандармерии под его командованием.
Овейси провёл переговоры о военно-политическом сотрудничестве с президентом Египта Анваром Садатом, президентом Ирака Саддамом Хусейном, госсекретарём США в рейгановской администрации Александром Хейгом. В сентябре 1980 в Париже состоялось совещание разных направлений иранской политэмиграции. Участвовали генерал Овейси, бывший шахский посол в США Захеди, последний шахский премьер Бахтияр и представитель либеральных кругов профессор Нахаванди. Эта встреча была замечена в СССР и названа «сговором шахского генералитета, крупной буржуазии, либералов и соглашательской социал-демократии на контрреволюционной платформе». При этом отмечалось, что «Овейси и Захеди выступают за кровавый военный переворот», тогда как Нахаванди и Бахтияр предпочитают политические методы борьбы.
По словам высокопоставленного офицера САВАК Мансура Рафизаде, генерал Овейси имел контакты с ЦРУ. Последняя из таких встреч состоялась в 1982, во время пребывания Овейси в США.
Власти исламской республики воспринимали Овейси как реальную угрозу. В смертном приговоре, вынесенном аятоллой Хальхали, имя Овейси было включено в один ряд с шахом его ближайшими родственниками и главами шахских правительств: «Свергнутый шах, Фарах, Фариде Диба, Голям Реза Пехлеви, Ашраф Пехлеви, Шапур Бахтияр, генерал Азхари, Джафар Шариф-Эмами, генерал Овейси... которые, по мнению Ирана, являются преступниками, приговорены к смерти... Любой иранец, убивший одного из этих людей в зарубежных странах, считается агентом, исполняющим судебный приказ». 17 июля 1979 Хальхали, выступая в Ширазе, заявил о розыске Овейси. Исламистские власти сообщали о раскрытии в мае и июне 1980 года двух заговоров, связанных с подпольными структурами Овейси, и арестах десятков офицеров. 16 ноября 1982 газета «Эттелаат» сообщила о суде над восемью монархистами, обвинёнными в «связях с преступником Овейси». 

## Убийство
В январе 1984 года генерал Овейси вернулся в Париж из секретной миссии в США. На американской территории за ним велось постоянное наблюдение с отчётами в Тегеран. Это свидетельствовало об утечке оперативной информации о деятельности монархической оппозиции режиму Хомейни.
7 февраля 1984 — один из дней празднования пятой годовщины Исламской революции — Голям Али Овейси и его брат Голям Хоссейн Овейси были убиты в выстрелами в голову с близкого расстояния на улице Пасси в Париже. Оба скончались на месте. Террористам удалось скрыться с места преступления. Ответственность взяла на себя ливанская террористическая организация Исламский джихад, связанная со спецслужбами режима Хомейни. Французская полиция назвала нападавших профессиональными убийцами. По некоторым данным, к ликвидации генерала Овейси иранские спецслужбы привлекли группы Карлоса Шакала и Абу Нидаля.
На следующий день после убийства Овейси от имени властей Ирана было объявлено о «революционной казни».
Экс-президент Ирана Абольхасан Банисадр — в прошлом противник Овейси, активный участник Исламской революции, впоследствии порвавший с хомейнизмом и вынужденный эмигрировать — напомнил о репутации Овейси как «тегеранского мясника», но решительно осудил «убийство, совершённое режимом Хомейни с целью запугать всех». Шахзаде Реза Пехлеви назвал Овейси «жертвой дьявольских сил так называемой „исламской республики“». Сайрус Кадивар расценил смерть Овейси как серьёзный удар по антихомейнистским силам. Возглавляемые Овейси структуры военно-политического сопротивления впоследствии были расформированы. Последующие события продемонстрировали сильное психологическое воздействие гибели Овейси на критиков режима Хомейни. Многие из них были вынуждены замолчать.

## Завещание
Похоронен Голям Али Овейси на парижском кладбище Пер-Лашез. 
После гибели было опубликовано его завещание. Генерал Овейси называет себя «солдатом Аллаха, родины и шаха», заявляет о готовности стать мучеником, сурово осуждает хомейнистский «режим жестоких дикарей», выражает уверенность в будущей победе и распоряжается, в случае своей гибели, перезахоронить себя в будущем освобождённом Иране.